# Anomala constricta
Anomala constricta är en skalbaggsart som beskrevs av Ohaus 1915. Anomala constricta ingår i släktet Anomala och familjen Rutelidae. Inga underarter finns listade i Catalogue of Life.